# Cecilia Mangini

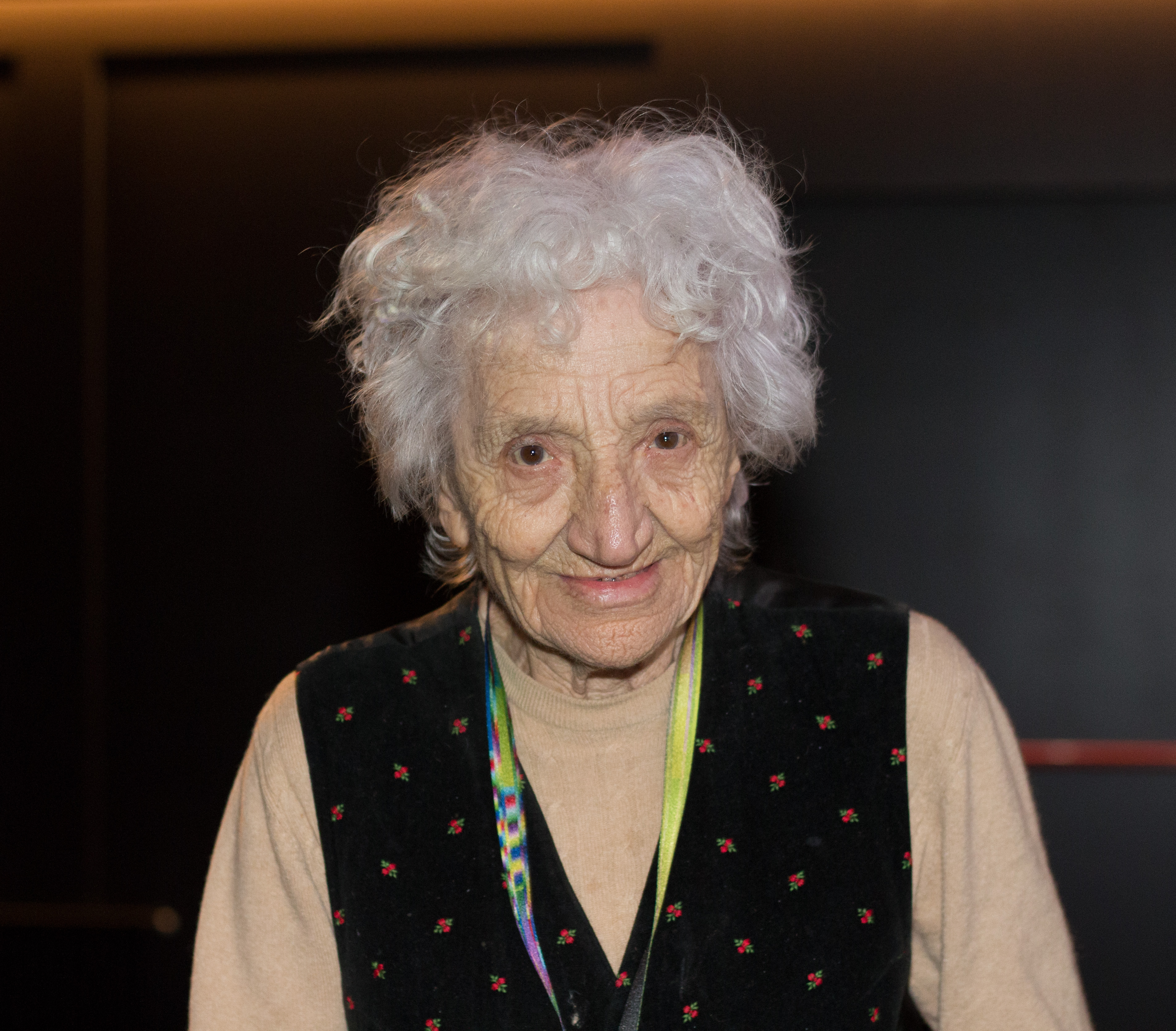
Cecilia Mangini auf dem IFFR (2020)

Cecilia Mangini (* 31. Juli 1927 in Mola di Bari; † 21. Januar 2021 in Rom) war eine italienische Dokumentarfilmerin, Drehbuchautorin und Fotografin. Sie gilt als erste und bedeutendste italienische Dokumentarfilmregisseurin der Nachkriegszeit. Mangini arbeitete oft mit ihrem Mann Lino Del Fra, aber auch anderen italienischen Intellektuellen wie Pier Paolo Pasolini zusammen. Ihre Werke waren stets sozialkritisch und kommunistisch geprägt.

## Leben und Wirken

### Kindheit und Jugend
Manginis Mutter war Florentinerin, ihr Vater stammte aus Apulien und handelte mit Leder. Im Jahr 1933 – Mangini war sechs Jahre alt – verließ die Familie den von der Wirtschaftskrise hart getroffenen Süden Italiens und zog nach Florenz. Dort wurde die Jugendliche, wie viele ihrer Altersgenossen, zur glühenden Anhängerin des Faschismus. Sie begann sich für bildende Kunst und Kino zu interessieren und besuchte die örtlichen „Cinegufs“: von faschistischen Universitätsgruppen organisierte Filmzirkel. Erst nach dem Krieg entdeckte sie den Neorealismus und den Kommunismus für sich, wurde regelmäßige Besucherin der Filmclubs von Florenz und gründete dort selbst den Filmclub „Controcampo“ (auf Deutsch: ‚Gegenschuss‘). 1952 zog sie nach Rom, wo sie für die Organisation der italienischen Filmclubs arbeitete. Dort lernte sie ihren ebenfalls dort tätigen späteren Mann, den Dokumentarfilmer Lino Del Fra, kennen.

### Berufseinstieg als Filmkritikerin
Ähnlich wie andere italienische Filmemacher und auch Del Fra, begann sie ihre Laufbahn als Filmkritikerin: Ab den frühen 1950er-Jahren verfasste sie Rezensionen für die linksgerichtete Filmzeitschrift Cinema Nuovo; außerdem schrieb sie für Cinema ’60 und Eco del cinema. Daneben verfasste sie aber auch Einträge für das Lexikon „Enciclopedia Cinematografica Conoscere“.

### Fotografie
Tief verwurzelt in der Welt des Films, begann Mangini u. a. bei Dreharbeiten zu fotografieren. 1952 reiste sie für ihre erste Fotoreportage nach Lipari. Dort dokumentierte sie mit ihrer Zeiss Super Ikonta 6×6 die beschwerlichen Arbeitsbedingungen und den Alltag von Arbeiterinnen und Arbeitern eines Bimssteinbruchs. Auf Panarea fotografierte sie die tägliche Arbeit einheimischer Kinder z. B. beim Fischen oder im Tourismus. Die Fotografien wirken wie Schnappschüsse, sind jedoch sorgfältig komponiert und lassen bereits Manginis Nähe zum Neorealismus erahnen. Sie wurden teilweise erst 2017 veröffentlicht.
Mangini arbeitete bis ungefähr 1958 als Fotografin. Ihre wichtigste Fotoreportage war allerdings ein Stück über die Lebensbedingungen in Vietnam während des Vietnamkriegs, das erst 1965 im linksgerichteten L’Espresso und im feministischen Magazin Noi donne erschien. Ursprünglich war sie mit Lino Del Fra für ein Filmprojekt nach Vietnam gereist. Die beiden mussten das Land wegen der stärker werdenden Kriegshandlungen jedoch bereits nach vier Monaten verlassen; der Film wurde nie realisiert.
Laut eigener Aussage beendete Mangini ihre Karriere als Fotografin, nachdem ihr Sohn Luca geboren worden war.

### Filmregie
Mitte der fünfziger Jahre nahm Mangini an einem von dem Anthropologen Ernesto de Martino geleiteten ethnografischen Filmprojekt teil. Ende der fünfziger Jahre brachte sie der Produzent Fulvio Lucisano auf die Idee, Dokumentarfilme zu drehen. So begann sie in einer damals vorwiegend männlich geprägten beruflichen Umgebung erste Kurzfilme zu realisieren. Sie dokumentierte das Leben von am Rande der Gesellschaft stehenden Menschen, die trostlosen Vorstädte und die letzten Reste von vorindustriellen Traditionen auf dem Land. Bei einigen dieser Filme wirkte Pier Paolo Pasolini als Autor mit: Ignoti alla città und La Canta delle Marane sind von seinem ersten Roman Ragazzi di Vita (1955) inspiriert und behandeln das Leben von Jugendlichen in der römischen Vorstadt. In Stendalì werden trauernde Frauen in Manginis Heimat Apulien gezeigt, die Griko sprechen, eine lokale Minderheitensprache mit griechischen Elementen. Mangini selbst bezeichnete die Zusammenarbeit mit dem umstrittenen Autor und den Ärger mit der Zensur, den sie wegen einer Szene in Ignoti hatte, als Karrieresprungbrett.
Anfang der 1960er-Jahre drehten Mangini, Del Fra und der sozialistische Filmkritiker Lino Micciché zusammen den Found-Footage-Film All’armi siam fascisti! (‚Zu den Waffen, wir sind Faschisten!‘). Aus bestehendem Filmmaterial wurden historische Szenen aus der Zeit zwischen 1911 und 1961 montiert, mit denen das Phänomen des Faschismus ergründet werden sollte. Diese Szenen wurden durch einen von Franco Fortini gesprochenen, oft sarkastischen Kommentar miteinander verbunden. Der Film hatte monatelang Schwierigkeiten mit der Zensur. Im Vorfeld hatte sich das Istituto Luce, Italiens größtes Archiv für Dokumentarfilme, geweigert, Material zur Verfügung zu stellen. Die Filmemacher hatten deswegen mit nicht-italienischen Archiven zusammengearbeitet. Nachdem All’armi siam fascisti! bei den Filmfestspielen von Venedig uraufgeführt worden war, wurde er von der Zensur wieder auf Eis gelegt und konnte erst nach einigem Hin und Her herausgebracht werden. Bei einer Vorstellung in Rom stürmten Neofaschisten das Kino. Nichtsdestotrotz wurde der Film zum Kassenschlager und die Kritik hob seinen historischen Wert hervor.
Nach diesem Erfolg versuchten Mangini, Del Fra und Fortini, sich mit dem Mythos Stalin in einem Film kritisch zu beschäftigen, der ebenfalls auf Archivmaterial basieren sollte. Mangini, die im Gegensatz zu Del Fra nicht Mitglied der sozialistischen Partei war, konnte in die USA reisen und sammelte dort rares Filmmaterial z. B. aus der Library of Congress, aus den Archiven der Fox und Paramount und aus dem Museum of Modern Art. Da der Produzent, Lucisano, jedoch weitreichende Änderungen im Schnitt vornehmen ließ, um den Film an den US-amerikanischen Markt anzupassen, zogen die Filmemacher ihre Autorenschaft zurück. Der von Lucisano schließlich unter dem Titel Processo a Stalin 1963 veröffentlichte Film wurde ein Flop.
Mitte der 1960er-Jahre wurde Mangini von der Rai mit einer Recherche beauftragt, aus der schließlich der Dokumentarfilm Essere Donne entstand: Sie reiste – unterstützt durch die Kommunistische Partei – durch ganz Italien, um die Lebens- und Arbeitsbedingungen von Frauen zu zeigen. Dabei machte sie deren Diskriminierung und schlechtere Bezahlung sichtbar sowie ihre Schwierigkeiten damit, Familie und Beruf miteinander zu vereinbaren. Sie arbeitete auch hier wieder mit Found Footage sowie mit Collagen. Auch bei diesem Projekt bekam Mangini Probleme mit einer Behörde, wohl weil das vermittelte Frauenbild nicht genehm war: Der Film durfte deswegen nicht in den italienischen Kinos gezeigt werden. Er wurde im Inland nur an Versammlungsorten der Kommunistischen Partei vorgeführt, lief aber 1965 auf dem Filmfestival in Krakau und erhielt im selben Jahr auf dem Leipziger Dokumentarfilmfestival den Sonderpreis der Jury. 2019 wurde er von der Cineteca Bologna restauriert.
1977 gewann der Spielfilm Antonio Gramsci – Die Jahre im Kerker, bei dem Lino Del Fra Regie führte und Mangini als Co-Autorin mitwirkte, den Goldenen Leoparden beim Filmfestival in Locarno. Tatsächlich sind Gramsci und seine Schriften für Mangini und ihr Filmverständnis wichtig. Sie selbst gab in einem Interview an, dass Gramscis Werk die ideologische Basis für ihre Filme darstellte.
1982 drehte Mangini zusammen mit ihrem Mann und wieder im Auftrag der Rai Comizi d’amore ’80: Eine Bestandsaufnahme der Sexualität der italienischen Bevölkerung, 20 Jahre nach Pasolinis Dokumentation Gastmahl der Liebe (Originaltitel: Comizi d’amore). Da die Produktion und Finanzierung von Dokumentarfilmen in Italien immer schwieriger wurde, legte sie anschließend eine lange filmische Schaffenspause ein.
Diese Pause beendete die nunmehr 82-jährige Mangini erst 2009 durch die Zusammenarbeit mit der jungen Filmemacherin Mariangela Barbanente: In In viaggio con Cecilia reisten die beiden durch ihre gemeinsame Heimat Apulien und dokumentierten die Veränderung des Landstrichs im Zuge der Industrialisierung seit der Nachkriegszeit. Im selben Jahr wurde eine Retrospektive von Manginis Filmen auf dem NododocFest in Triest gezeigt.
2011 kam es zu einem Treffen mit Agnès Varda. Der aus der Begegnung resultierende Kurzfilm Dialogo tra Cecilia e Agnès war im selben Jahr bei der Festa di Cinema del Reale in Corigliano d’Otranto zu sehen.
Ein paar Jahre später arbeitete Mangini wieder im Tandem mit einem jungen Filmemacher: Zusammen mit Paolo Pisanelli realisierte sie die Dokumentarfilme Le Vietnam sera libre (2018) und Due scatole dimenticate – un viaggio in Vietnam (2020). Darin werden Manginis und Lino Del Fras Reise nach Vietnam in den 1960er-Jahren, Manginis Fotografien, die dort entstanden, und das nie verwirklichte Filmprojekt behandelt.
Seit 2019 arbeitete Mangini, wieder zusammen mit Paolo Pisanelli, an einer Dokumentation über die einzige Italienerin, die jemals den Literatur-Nobelpreis gewann, Grazia Deledda.
Cecilia Mangini starb im Januar 2021 im Alter von 93 Jahren in Rom. Im Filmarchiv der italienischen Arbeiterbewegung wurde eine nicht-religiöse Gedenkfeier für sie ausgerichtet.

### Zusammenarbeit mit Lino Del Fra
Mit ihrem Mann war Mangini bis zu seinem Tod 1997 in einer symbiotischen Arbeitsbeziehung verbunden. Es ist teilweise schwer festzustellen, wo das Werk der einen aufhört und das des anderen beginnt. Manginis Sohn Luca Del Fra beschreibt das gemeinsame Zuhause als Werkstatt, in der Drehbücher viele Male gemeinsam umgeschrieben wurden und über scheinbare Kleinigkeiten lange diskutiert wurde.

## Filmografie

### Als Regisseurin
- Ignoti alla città (1958), Kurzfilm
- Maria e i giorni (1959)
- Firenze di Pratolini (1959)[25]
- La canta delle Marane (1960), Kurzfilm
- Stendalì – Suonano ancora (1960), Kurzfilm
- La passione del grano (1960), zusammen mit Lino del Fra
- Fata Morgana (1961), zusammen mit Lino del Fra
- All’armi, siam fascisti! (1962), zusammen mit Lino Del Fra und Lino Micciché
- La statua di Stalin (1963), dokumentarischer Kurzfilm, zusammen mit Lino Del Fra
- Divino Amore (1963)
- Trieste del mio cuore (1964)
- Pugili a Brugherio (1965)
- Tommaso (1965)
- Felice Natale (1965)
- Essere donne (1965)
- Brindisi ’66 (1966)
- Domani vincerò (1969)
- La briglia sul collo (1974)
- In viaggio con Cecilia, zusammen mit Mariangela Barbanente (2013)
- Le Vietnam sera libre, zusammen mit Paolo Pisanelli (2018)
- Due scatole dimenticate – un viaggio in Vietnam, zusammen mit Paolo Pisanelli (2020)[26]

### Als Drehbuchautorin
- Stendalì – Suonano ancora (1960)
- All’armi, siam fascisti! (1962)
- La statua di Stalin (1963)
- La torta in cielo, Regie: Lino Del Fra (1970)
- La villeggiatura, Regie: Marco Leto (1973)
- Antonio Gramsci – Die Jahre im Kerker, Regie: Lino Del Fra (1977)
- Klon, Regie: Lino Del Fra (1994)
- Regina Coeli, Regie: Nico D’Alessandria (2000)
- In viaggio con Cecilia (2013)

## Auszeichnungen
2009 wurde Mangini für ihre langjährigen Verdienste als Filmemacherin der Solinas-Preis und die Medaille des Präsidenten der Republik Italien verliehen.